# Aimophila ruficeps
El chingolo coronirrufo (Aimophila ruficeps) es una especie de ave paseriforme de la familia Passerellidae propia de América del Norte. Se encuentra en el sur de los Estados Unidos y en gran parte del interior de México hasta la Sierra Madre del Sur. Su distribución es discontinua, frecuentemente con poblaciones aisladas una de la otra. En total se han reconocido 12 subespecies, pero se han sugerido hasta 18. Esta pequeña ave tiene la espalda parda con rayas oscuras, y las partes ventrales grises. La corona es rufa, y la cara y el supercilio son grises con una raya marrón o rojiza que se extiende desde cada ojo, y una raya negra (bigote) en la región malar.
Se alimenta básicamente de semillas en invierno, y de insectos en primavera y verano. Son aves territoriales, y los machos marcan su territorio mediante despliegues y cantos. Como forma de locomoción, prefieren saltar sobre el suelo. Son monógamos y se reproducen en la primavera. La hembra pone de 2 a 5 huevos en un nido en forma de taza escondido entre la vegetación. Entre los depredadores de los adultos se cuentan los gatos domésticos y pequeñas aves de presa, mientras que los juveniles pueden ser devorados por diversos mamíferos y reptiles. Se sabe que viven más de 3 años. Aunque la especie no está considerada como amenazada, algunas subespecies se encuentran en riesgo por la destrucción de su hábitat y una podría ya estar extinta.

## Ecología y comportamiento

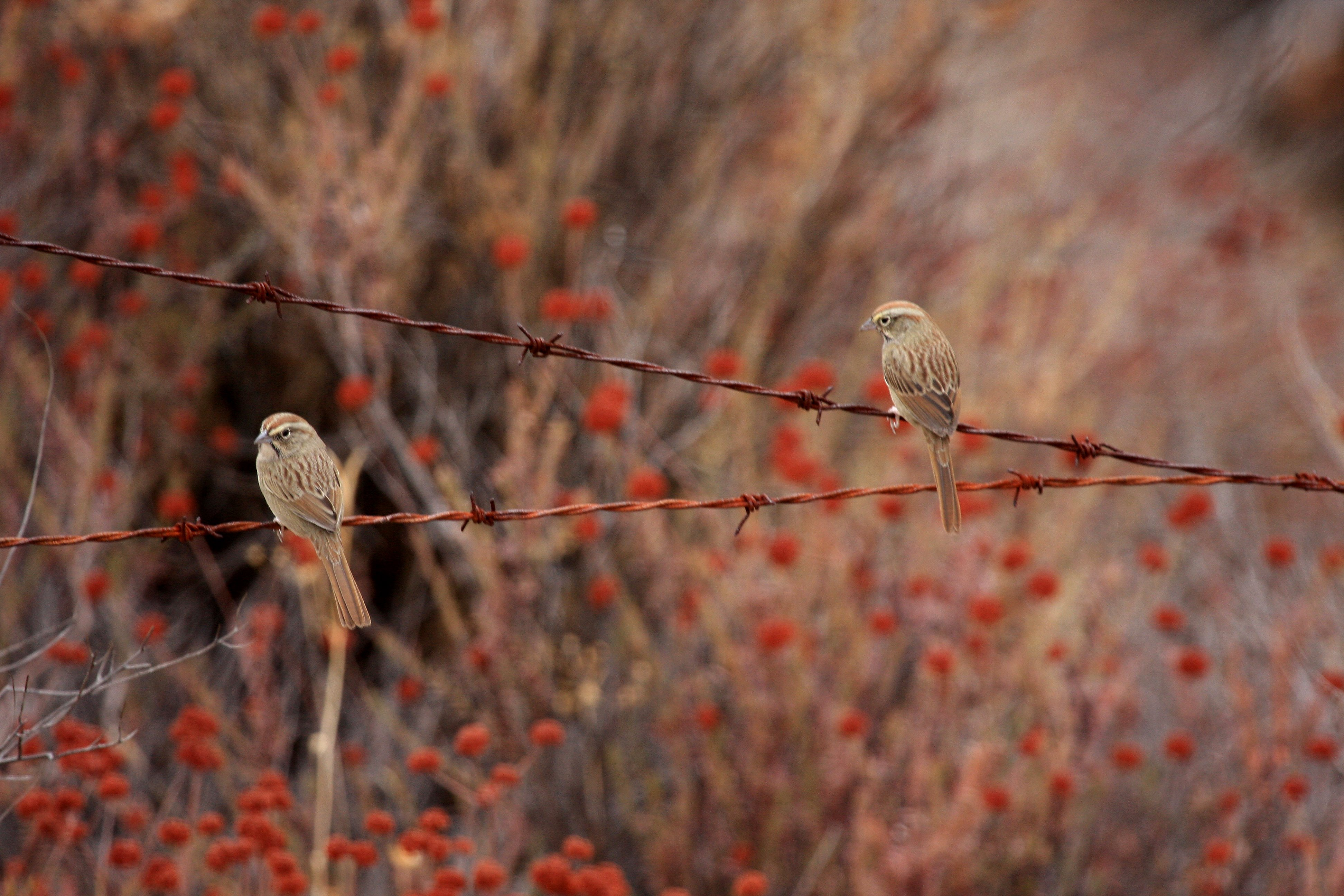
Chingolo coronirrufo (Aimophila ruficeps)

El tamaño medio del territorio de gorriones bigotudos coronirrufos en el chaparral de California se extiende de 0,81 a 1,6 ha. La densidad de los territorios varía según el hábitat, incluyendo entre 2,5-5,8 territorios por 40 hectáreas de chaparrales quemados de tres a cinco años de edad, y 3,9-6,9 territorios para la misma cantidad de matorral costero. Las parejas de aves tienden a ser apoyadas por un territorio, aunque se han visto aves sin compañero compartiendo territorio con un par acoplado.
Este gorrión es torpe para volar por lo que prefiere correr y saltar para moverse. En ocasiones, durante la época de cría se les puede observar en parejas, y en manadas de tamaño familiar a finales de verano y principios de otoño. Durante el invierno, ocasionalmente se le puede encontrar en rebaños de forrajeo de especies mixtas.